# Achaea violaceofascia
Achaea violaceofascia is een vlinder van de familie van de spinneruilen (Erebidae). De wetenschappelijke naam van deze soort is voor het eerst voorgesteld als Dysgonia violaceofascia door Max Saalmüller in een publicatie uit 1891.

## Verspreiding
De soort komt voor in het Afrotropisch gebied waaronder Kaapverdië, Ivoorkust, Burkina Faso, Ghana, Nigeria, Congo-Kinshasa, Eritrea, Somalië, Kenia, Tanzania, Mozambique, Zimbabwe, Zuid-Afrika, Eswatini, de Comoren, Madagaskar, de Seychellen, Réunion, Mauritius, Saudi-Arabië, Oman en Jemen.

## Waardplanten
De rups leeft op:
- Euphorbiaceae
  - Ricinus communis L.
- Sapotaceae
  - Donella viridifolia (J.M.Wood & Franks) Aubrév. & Pellegr.
  - Manilkara discolor (Sond.) J.H.Hemsl.
  - Sideroxylon inerme subsp. diospyroides (Baker) J.H.Hemsl.